# 사회 통제
사회 통제(Social control)는 사회과학 분야의 개념이다. 한 사전에서는 개인을 전통적인 표준과 공식화된 메커니즘의 사용에 묶어 두는 사회의 특정 규칙과 표준의 관점에서 사회적 통제를 정의한다. 사회학에서는 미셸 푸코의 규율 모델이 사회 통제 모델보다 선행했다.

## 용어의 역사
"사회 통제"라는 용어는 1894년 알비온 우드버리 스몰(Albion Woodbury Small)과 조지 에드거 빈센트(George Edgar Vincent)에 의해 사회학에 처음 소개되었다. 그러나 당시 사회학자들은 이 주제에 대해 산발적인 관심만을 보였다.
일부 사회철학자들은 사회 질서와 국가가 시민 및 군사력을 사용하여 이를 행사하는 방법을 논의하는 그의 작품 리바이어던에서 토머스 홉스와 같은 사회 통제 개발에 역할을 해왔다. 뿐만 아니라 체사레 베카리아의 "범죄와 처벌"(On Crimes and Punishments)은 자신의 행위가 더 가혹한 처벌로 이어지면 사람들이 범죄 행위를 피할 것이라고 주장하며 처벌의 변화가 사회적 통제의 한 형태로 작용할 것이라고 말했다. 사회학자 에밀 뒤르켐(Emile Durkheim)도 『사회에서의 노동분업』(The Division of Labour in Society)이라는 저서에서 사회통제를 탐구하고, 일탈의 역설을 논의하면서, 우선 사회통제야말로 우리가 법을 준수하게 만드는 것이라고 말했다.
사회는 사회적으로 허용되는 것으로 간주되는 행동 표준을 시행하기 위해 특정 제재를 사용한다. 개인과 기관은 사회적 통제를 활용하여 사회적 규범과 규칙을 확립하며, 이는 동료나 친구, 가족, 국가 및 종교 조직, 학교 및 직장에서 행사할 수 있다. 사회 통제의 목표는 사회의 질서를 유지하고 사회에서 일탈하거나 바람직하지 않다고 간주되는 사람들의 순응을 보장하는 것이다.

## 같이 보기
- 캔슬 컬처
- 사이버네틱스
- 가스라이팅
- 세뇌
- 오웰족
- 도편 추방
- 권력
- 사회 변천
- 사회 구성주의
- 사회공학 (정치학)
- 사회 관계
- 감시